# Body Funk
Body Funk è un singolo di Purple Disco Machine, pubblicato il 30 maggio 2017 come primo estratto dall'album di debutto Soulmatic.

## Video musicale
Il video è stato pubblicato il 4 aprile 2019.

## Tracce
1. Body Funk – 4:15

## Classifiche
| Classifica (2019) | Posizione massima |
| ----------------- | ----------------- |
| Belgio (Fiandre)  | 79                |